# Schwarzflecken-Zwergspecht
Der Schwarzflecken-Zwergspecht (Picumnus nigropunctatus) ist eine Vogelart  aus der Gattung der Zwergspechte (Picumnus) aus der Familie der Spechte (Picidae).
Allerdings ist die taxonomische Einordnung dieses Zwergspechtes nicht einheitlich.
Mitunter wird die Art als konspezifisch mit dem Goldschuppen-Zwergspecht (Picumnus exilis) oder mit dem Weißbauch-Zwergspecht (Picumnus spilogaster) angesehen.
Überwiegend wird dieser Vogel jedoch nicht als eigenständige Art, sondern als Unterart (ssp.) betrachtet des Schuppenzwergspechtes (Picumnus squamulatus) und dann als Picumnus squamulatus nigropunctatus, Syn. Picumnus squamulatus obsoletus bezeichnet. oder als Unterart des Goldschuppen-Zwergspechtes (Picumnus exilis) und dann als Picumnus exilis nigropunctatus, Syn. Picumnus exilis salvini bezeichnet.
Der Vogel ist endemisch in Venezuela.
Der Lebensraum umfasst busch- und baumbestandene Flächen in Wassernähe oder saisonal überflutet im Küstengebiet zwischen Sucre und Delta Amacuro bis 100 m Höhe.
Der Artzusatz kommt von lateinisch niger, nigro ‚schwarz‘ und lateinisch punctatus ‚gefleckt, punktiert‘.

## Merkmale
Die Kopfkappe ist schwarz mit schmalen scharlachroten Strichen an der Stirn und auffallenden weißen Flecken am Hinterkopf oder über die ganze Kappe bei einigen Weibchen.
Die Oberseite ist hell oliv-braun mit etwas gelblich und grauen Flecken auf Schultern und Rücken.
Dieser Zwergspecht unterscheidet sich von anderen durch die helle gelbe Unterseite mit verstreuten runden dunklen Flecken auf Brust, Flanken und den Unterschwanzdecken.
Der ähnliche Schuppenzwergspechtes (Picumnus squamulatus) hat eine geschuppte Unterseite.

## Geografische Variation
Die Art gilt als monotypisch.

## Stimme
Der Gesang wird als Folge von mindestens zwei sehr hohen dünnen Tönen beschrieben, langsamer werdend „tseeet, tseeet, tsee“.

## Lebensweise
Die Nahrung wird paarweise oder allein gesucht, seltener als Teil Gemischter Jagdgesellschaften. Die Art läuft horizontale Äste entlang, hackt und pickt auf verrottendem Holz und abgebrochenen Ästen.

## Gefährdungssituation
Der Bestand gilt als „nicht gefährdet“ (least Concern).